# Георги Хрусанов
Георги Димитров Хрусанов е български писател.

## Биография
Роден е на 7 октомври 1910 г. в Сливен. Завършва основно образование и гимназия в родния си град и агрономство в София. Първите му творби са от ученическите години, отпечатани в списанията „Звънче“ и „Българска реч“. В периода 1938 – 1945 г. работи като агроном в село Жельо войвода, Сливенско, в завода за добитък „Тунджа“ край Ямбол и в околийското агрономство в Карнобат. Преподава специални дисциплини в Земеделската гимназия в Садово. След Деветосептемврийския преврат е инспектор в Министерството на земеделието и горите, а по-късно като инспектор на опитната птицевъдна станция край София. До 1965 г. е редактор е на вестник „Земеделско знаме“. Умира на 14 юни 1966 г.

## Творчество
Твори под псевдонимите Буревестник, Николай Василев, Александър Горанов, Г. Димитров, Вяра Икономска, Йеромонах Гео, Чудомир Слънчев.
Негови книги са: „Моята кръв“, „Земя и слънце. Песни за живота“, „Равнини“, „Живот и мисъл“, „Жътварско сърце“, „Дяконът с небесните очи“, „Знаменоската. Разкази за Райна Княгиня“, „Искра любородна“, „И в огъня жив. Повест за Васил Петлешков“, „Прозорец на човешката душевност. Срещи и разговори“ и „Повести за Априлското въстание: Знаменоската. И в огъня жив…“. Книги за деца: „Лисана в капана“, „Чудното изворче“, „Непослушните маймунчета“, „Хубавица-умница“, „Пляс-пляс, ръчички“, „Китки за мама и татко“, „Кукувички“ и „Лъжко“. Автор е и на книги по агрономство: „Водни птици“, „Дворно агрономство“ и др.